# 王锡高
王錫高（1950年—）是一位中国企业家，現任江铃汽车集团公司、江铃控股有限公司副董事長、江鈴汽車股份有限公司、江铃五十铃汽车有限公司董事長。

## 生平
1950年出生於江西万年县。畢業於清华大学热能工程系锅炉专业、热力动能学士学位，以及复旦大学经济管理学士学位。在2003年委任江铃汽车集团公司管理層之今，包括合營企業、股份有限公司董事長、副董事長等職位前，在1966年於江西锅炉厂工作，包括學徒、副廠長等。之後在1992年委任改公司制的，名為江西锅炉化工石油机械联合有限责任公司所有工作，包括副总经理、副董事长、总经理、董事长等職位，到了2001年，改組成江西江联能源环保股份有限公司職位，包括董事長等職位。

## 相關連結
- "激情董事长"——访江铃汽车董事长王锡高 中國汽車網 （页面存档备份，存于）
- 王锡高：将自主进行到底 江西企業家網 （页面存档备份，存于）